# Base Rothera

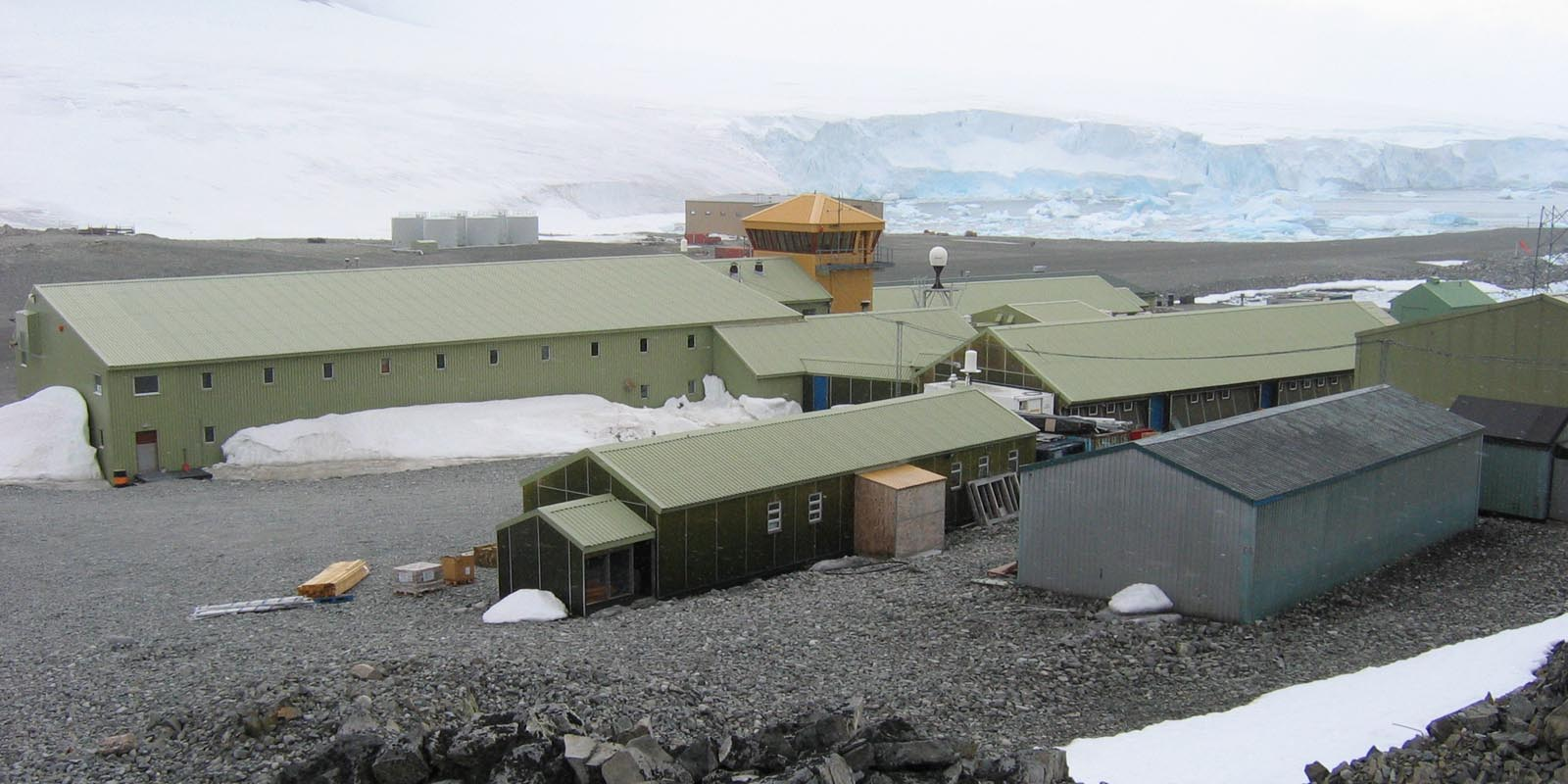
Vista general de la base.

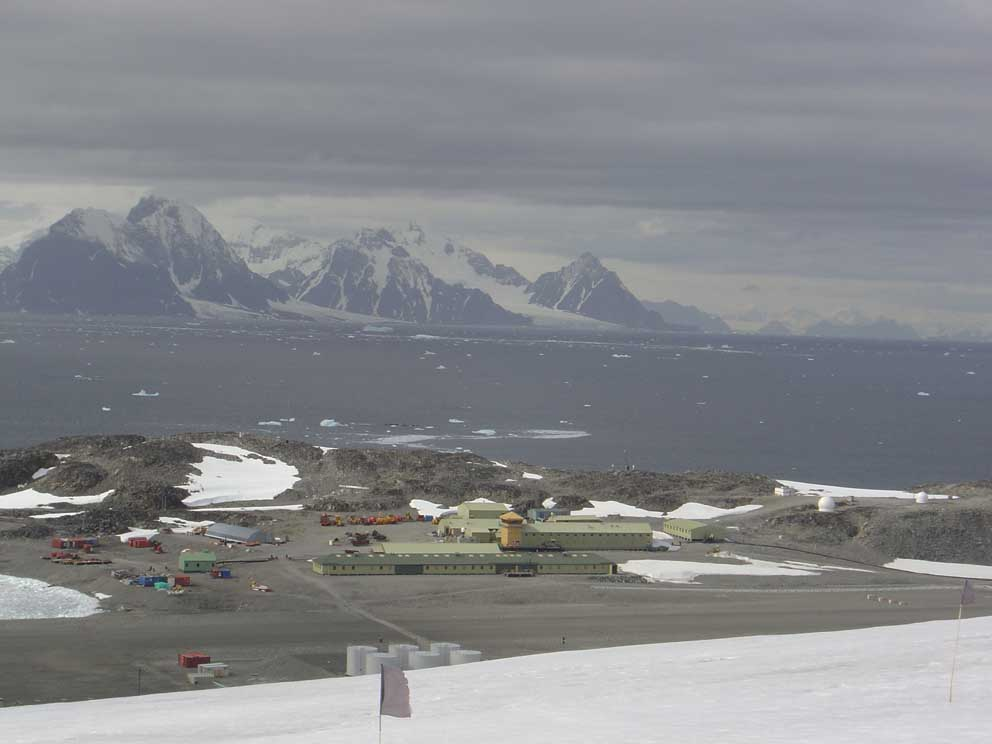
La base en verano.

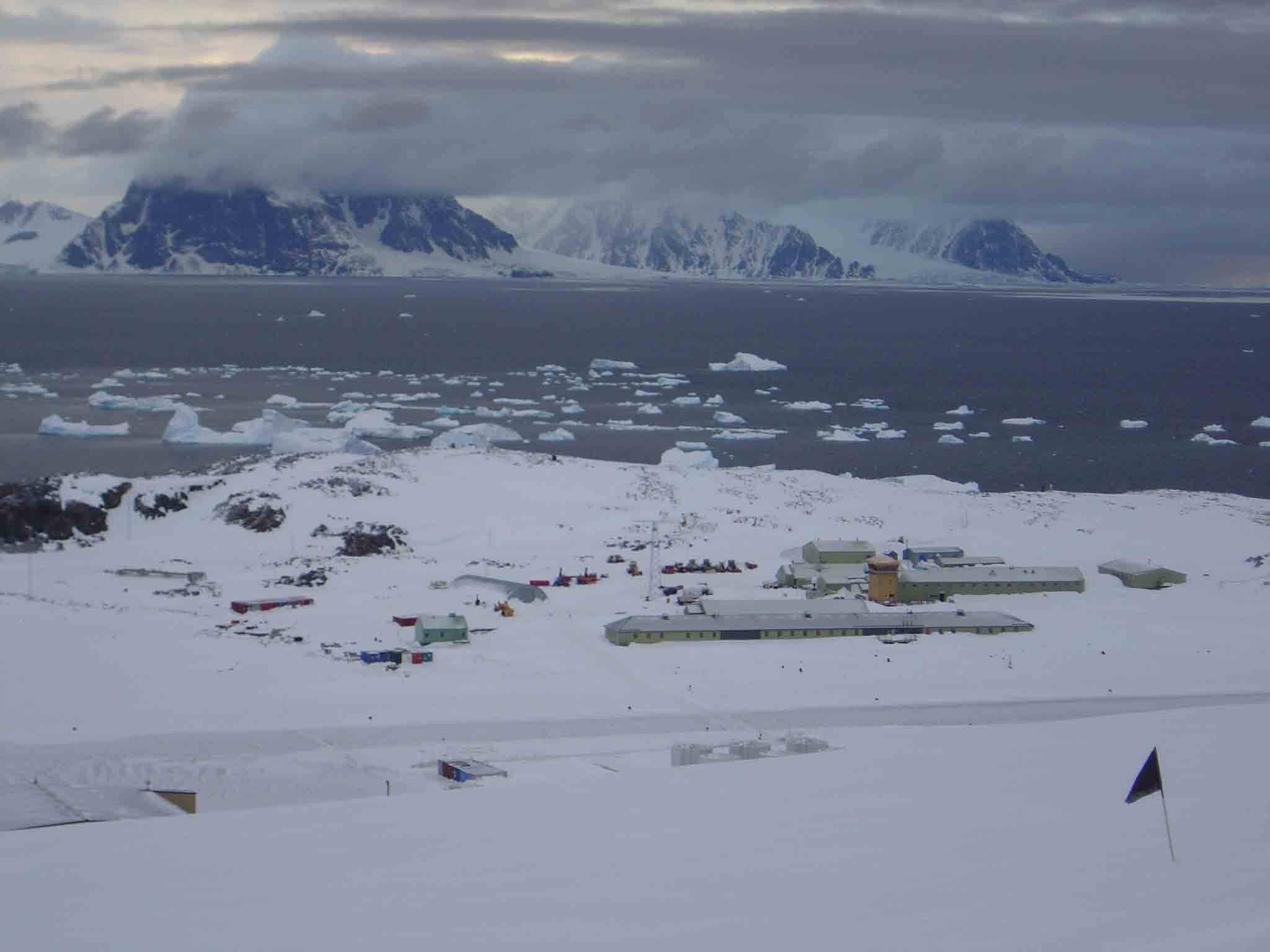
Vista de Rothera desde la cresta Reptile Ridge en noviembre de 2003.

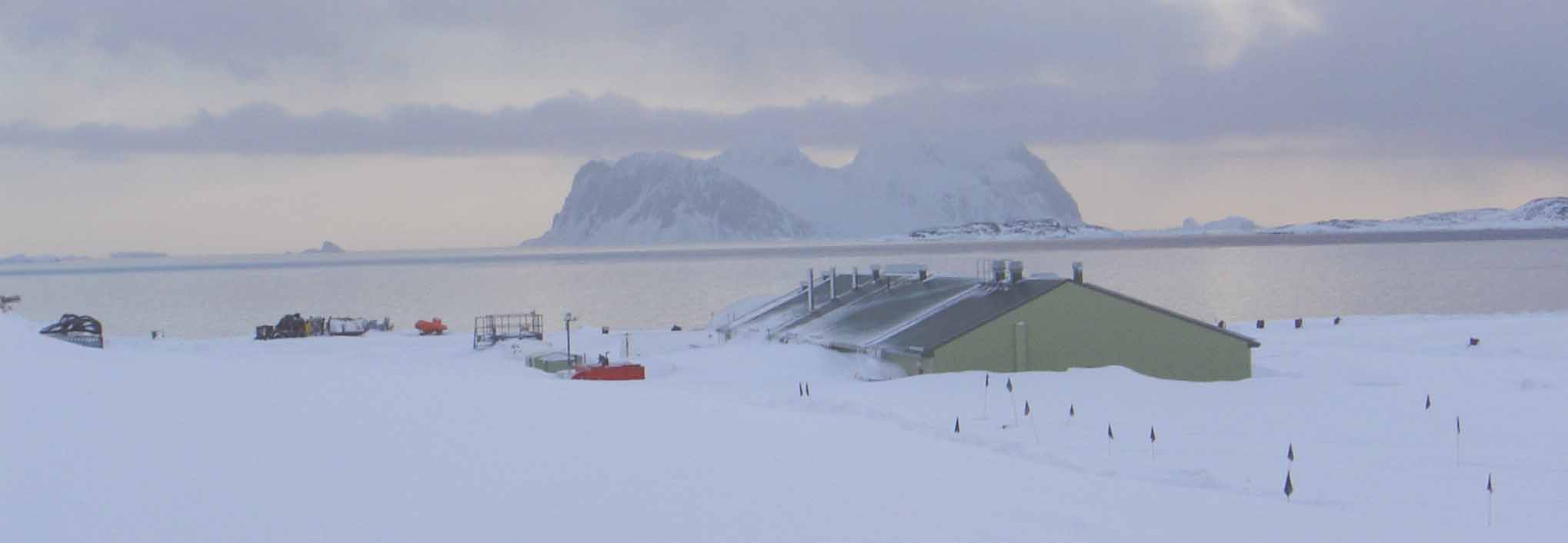
El nuevo laboratorio Bonner en Rothera en noviembre de 2003.

La base Rothera (en inglés: Rothera Research Station) (67°34′7″S 68°07′25″O / -67.56861, -68.12361) es una estación de investigación del Reino Unido en la Antártida operada por el British Antarctic Survey (BAS) en punta Rothera de la isla Adelaida frente a la península Antártica. Se llamó Station R — Rothera y Rothera Point hasta el 15 de agosto de 1977. El Aeródromo de Rothera es uno de los tres de la Antártida que tiene pista de grava, los otros dos son Marambio (de Argentina) y Marsh Martin (de Chile).
El 27 de enero de 2013 fue inaugurado el Laboratorio Dirck Gerritsz como un anexo a la base operado por los Países Bajos durante el verano.

## Introducción
La Base Rothera es el centro logístico de la  BAS para la Antártida y hogar de laboratorios biológicos e instalaciones bien equipadas para un amplio rango de investigación. Se ubica en una roca, en un promontorio costero en el extremo sur del glaciar Wormald, en el sureste de la isla Adelaida. La base cuenta con un camino de rocas de 900 m, con un hangar adjunto y una instalación para almacenamiento de combustible, y un muelle para el desembarco de carga desde buques de abastecimiento. En el verano austral tiene una población transitoria de científicos y equipo auxiliar que llega a Rothera ya sea por barco o por medio del avión intercontinental Dash-7 que vuela desde las islas Malvinas.

## Historia y actividades actuales
Desde 1955 a 1960 el Reino Unido mantuvo en operaciones la Base Isla Horseshoe en el lado este de la bahía Margarita, desde la cual en 1957 John Rothera y Peter Gibbs exploraron el área de punta Rothera. En 1961 las operaciones de investigación británica en la región se trasladaron a la Base T, en el lado sur de la isla Adelaida, que se mantuvo hasta su transferencia a Chile en 1977.
La Base Rothera fue establecida en 1975 para reemplazar a la Base T (o Adelaide) donde la pista de aterrizaje se deterioró. La fase de construcción de la base duró hasta 1980. Desde su inicio hasta la temporada de verano de 1991-92 los aviones Twin Otter utilizaron cercana en el piedemonte de hielo Wormald. Luego fue puesta en operaciones una pista de grava y un hangar y las operaciones aéreas se volvieron más eficientes y el acceso a Rothera mejoró fuertemente a través de una vía aérea directa a las islas Malvinas. Los Twin Otters principalmente vuelan al sur de Rothera, por vía de una red de depósitos de combustible, la mayoría de los cuales son operados por personal de la base. Hacia el sur de Rothera, la primera escala es Fossil Bluff y luego Sky Blu. El Dash 7 realiza aproximadamente 20 vuelos cada temporada al Aeropuerto de Puerto Argentino/Stanley durante el verano, transportando científicos, equipo auxiliar, comida y equipamiento. Cuando no se ocupa de esos vuelos, el Dash puede volar a Sky Blu sin escalas, aterrizando en la pista de hielo azul, aumentando significativamente el rango de los Twin Otters, depositando combustible y equipamiento en cantidades mucho mayores.
La inauguración del Laboratorio Bonner en 1996-97 marcó el inicio de nuevas actividades en ciencias biológicas en la península Antártica. Ellos incluyeron buceo y experimentos llevados a cabo en el Laboratorio Bonner a lo largo del año. El primer Laboratorio Bonner se quemó en el invierno de 2001 a causa de una falla eléctrica, y fue reconstruido y nuevamente abierto en 2003. 
Trabajos de investigación meteorológica usando datos de satélite interceptados en Rothera se efectúan todo el año.
Los trabajos en terreno se concentran en los meses de noviembre a marzo. Una vez en el terreno, los grupos de estudio viajan utilizando esquíes y trineos hasta por cuatro meses, manteniéndose en comunicación diaria por radio de alta frecuencia (HF-radio) con Rothera, pueden ser reabastecidos por aire cuando sea necesario.
La base permanece abierta todo el año con una población máxima de 130 en verano y un promedio en invierno de 22.

## Instalaciones en Rothera
Rothera ha evolucionado desde una pequeña base (en su primer invierno albergó a solo cuatro personas) hasta el gran complejo que es hoy. Como siempre es el caso en la Antártida, las construcciones requieren constantes reparaciones, y eventual renovación, dado que la rudeza del ambiente cobra su precio. Aunque algunos módulos son muy nuevos, algunos de los antiguos todavía sobreviven, frecuentemente teniendo muchos usos diferentes.

### Casa Bransfield
Esta fue reconstruida a partir de la original en 1985 / 86, utilizando partes de la antigua. El edificio es el centro neurológico de la base, dado que posee las principales áreas comunales (comedor, bar, biblioteca y salas de televisión). Además, cuenta con el grueso de las oficinas no científicas, salas de computo, instalaciones de comunicación, instalaciones meteorológicas, almacenamiento de comida deshidratada, y finalmente, y no por ello menos importante; la cocina.
Bransfield cuenta también con muchos habitáculos para cuatro personas (denominados en inglés, bunk rooms) los cuales eran los principales alojamientos para la base hasta el 2001 cuando la Casa de los Almirantes (Admirals House) fue abierta (vea más abajo). El edificio fue nombrado así por el buque perteneciente al BAS, el RRS Bransfield.
Existe un corredor de enlace hacia el garaje, y sobre un extremo se encuentra la torre de operaciones, utilizada durante las operaciones de vuelo. Bransfield también produce toda el agua fresca para la base utilizando una planta de proceso de ósmosis reversa. Esta fue instalada para reemplazar los viejos tanques de derretimiento (usados para derretir la nieve).
Una nueva casa Bransfield está siendo construida a unos 300 m de la actual.

### Casa de los Almirantes
La Casa de los Almirantes fue construida en 2 temporadas (1999/2000 and 2000/2001). Es una unidad prefabricada de Top Housing AB de Suecia. La casa cuenta con 44 habitaciones para 2 personas, cada una con baño con ducha. Tiene equipamiento para lavado y habitaciones calefaccionadas. El nombre viene de un equipo de perros que trabajó en Rothera.

### Laboratorio Bonner
El Laboratorio Bonner ha sido construido dos veces, la primera vez en 1996 - 1997. Un incendio en el invierno de 2001, causado por una falla eléctrica, destruyó totalmente la construcción (sin ningún herido). El laboratorio fue entonces reconstruido en las temporadas 2002 – 2003 y reabierto en la temporada 2003-2004. 
El laboratorio Bonner es una instalación de tecnología de punta para la biología marina y terrestre. La instalación de Buceo (con una cámara de descompresión, baño de calentamiento, y compresores) mantiene el ritmo de las inmersiones durante todo el año, de manera segura. Existen tres laboratorios secos, una laboratorio húmedo, acuario, biblioteca, sala de microscopía y aún una mini-cocina. Durante el invierno esta amplia instalación es encargada en las manos del Oficial de Inmersiones, un biólogo terrestre, y dos biólogos marinos, aunque esto puede variar dependiendo de los proyectos que se ejecuten en ese momento. En el verano, hasta un equipo de 30 científicos pueden ocupar la instalación, y un número de 10 buzos pueden hacer uso de la instalación de buceo.
Fue bautizado en honor a W. N. Bonner, jefe de ciencias biológicas del BAS entre 1953 y 1986, y subdirector del BAS desde 1986 a 1988. El laboratorio original fue construido en respuesta a la base de Signy que había sido disminuida a una instalación para uso en el verano.

### Casa Fuchs
También conocida como la tienda de trineos, o Fase IV. El edificio fue levantado en 1978/79, y originalmente albergó las oficinas científicas, el cuarto de frío y el almacén de viaje. Ahora, es utilizada principalmente como el Almacén de Viaje o la Tienda de Trineos. La mayor cantidad de equipo de montañismo o de campamento para su uso en la Antártida es mantenido y almacenado aquí. El Cuarto Frío se mantiene. con cuatro grandes refrigerado, almacenando toda la comida de la base. Fue llamada Casa Fuchs por Sir Vivian Fuchs, Director del BAS desde 1958 a 1973.

### Casa de los Gigantes
Erigida en la temporada 1996/97 como un alojamiento de tránsito, contiene ocho habitaciones con cuatro camas cada una, y un baño. El edificio es solo utilizado en verano.

### Cabaña del generador, Chippy Shop y Bingham
La Casa Bingham se encontraba originalmente en la Base de la Isla Adelaida, y es considerada la edificación más antigua en tal lugar. Fue retirada de la Base T por algunos entusiastas empleados en el verano de 1977. Fue utilizada como alojamiento, pero ahora se le utiliza como edificio de almacenamiento. Bingham fue nombrada así por E. W. Bingham, líder del FIDS de 1945 a 1947 y Comandante Médico del FIDS
La siguiente puerta es el Chippy Shop, el cual era la Base Rothera original, siendo construida en la temporada de 1976 / 1977. Este edificio albergaba la cocina de la base y los comedores hasta que el edificio Bransfield original fuera construido alrededor de 4 años más tarde. Como sugiere su nombre es actualmente el taller de los carpinteros, y también alberga el depósito de los electricistas y el taller.
La Cabaña del generador alberga tres generadores Cummins y tiene sus propios almacenes y talleres.

### El span y el embarcadero
El Span y el embarcadero fueron construidos al mismo tiempo aproximadamente utilizando técnicas similares (arcos de acero entrelazados en una base de hormigón) y están localizados a ambos extremos del lugar. 
El Span es una instalación de almacenamiento para vehículos, equipamiento y residuos. Es llamado el Span ya que fue fabricado por la empresa Miracle-Span que se especializa en estos edificios.
El Embarcadero es utilizado para almacenar, mantener y operar con los barcos para viajar a las islas locales y bucear (todos con RIBs de varios tamaños). Está situado al lado del Muelle Wharf (en honor de John Biscoe). Hay un muelle (solo utilizable en verano) y una grúa hidráulica para mover los barcos dentro y fuera del agua.

### La planta de tratamiento de aguas residuales y el hangar
La planta de tratamiento de aguas residuales fue construida en verano de 2002/2003. Las aguas residuales son tratadas utilizando bacterias, que las convierten en una substancia como la turba que es lo suficientemente seca y compacta como para eliminarla de la Antártida.
El Hangar fue construido al mismo tiempo que la carretera y es lo suficientemente grande para Twin Otters y Dash 7. 

### Refugios y otras construcciones
Hay una cabaña refugio sobre la laguna, que fue construida con materiales originales desechados de la Bransfield House de Rothera. La cabaña tiene una estufa, combustible, alimentos y cuatro literas. También hay ropa seca de recambio, ropa de cama y una tienda de campaña piramidal. El personal de barcos que se ven atrapados por el mal tiempo o el hielo marino puede utilizar el refugio. A menudo se utiliza durante los meses de verano como un lugar para que el personal de BAS se relaje. 
Hay una cabaña de Apple en la isla de Leonie, la cual fue provista por la División Antártica holandesa durante un programa de trabajo conjunto. También hubo un melón Hut en Laguna para el mismo propósito, pero ahora se ha trasladado a la isla Anchorage.
El Transit Facility-Damoy Point, consistente de la Cabaña de Punta Damoy y una pista de aterrizaje para aviones con esquíes fue construido (64°49′S 63°31′O / -64.817, -63.517) en punta Damoy de la isla Wiencke. La cabaña fue ocupada intermitentemente desde el 6 de noviembre de 1975 hasta el 12 de noviembre de 1993 y la pista desde 1973 a 1995. Una pista adicional se halla en la isla Doumer (64°44′S 63°35′O / -64.733, -63.583) y fue utilizada en 1972-1973 y 1974-1975. La Cabaña de Punta Damoy fue mantenida como operacional hasta 2006 cuando fue cerrado, limpiándose el sitio en 1996-1997 y en diciembre de 2007. Fue designado sitio y monumento histórico de la Antártida n.º 84 en 2009.